# سیلجا کانروا
سیلجا کانروا (انگلیسی: Silja Kanerva؛ زادهٔ ۲۸ ژانویهٔ ۱۹۸۵) قایقران قایق بادبانی اهل ایالات متحده آمریکا است.